# Teatro con patente

Imagen con fines ilustrativos

Los teatros con patente (en inglés, patent theatres) eran los teatros con licencia para interpretar "teatro hablado" después de la Restauración inglesa de Carlos II en 1660. El resto de teatros tenían prohibido interpretar este teatro "serio", pero se les permitía interpretar comedias, pantomimas o melodramas. El drama estaba entreverados de cantos o danzas, para evitar que la cosa resultara demasiado seria o dramática. 
Los entretenimientos públicos, tales como las representaciones teatrales, estuvieron prohibidas durante el gobierno puritano en la Commonwealth. Después de ser restaurado en el trono, Carlos II concedió patentes reales a Thomas Killigrew y William Davenant, otorgándoles así derechos de monopolio para formar dos compañías de teatro londinenses que interpretaran teatro "serio". Las patentes reales fueron renovadas en 1662 con revisiones que permitieron a las actrices interpretar por primera vez (Fisk 73). Killigrew estableció su compañía, la Compañía del Rey, en el Teatro Real, Drury Lane en 1663; Davenant estableció su compañía, la Compañía del Duque, en Lisle's Tennis Court en Lincoln's Inn Fields en 1661, y más tarde se trasladó a Dorset Garden en 1671. 
Después de sufrir problemas bajo la dirección de Charles Killigrew, hijo de Thomas, la Compañía del Rey fue absorbida por su rival, la Compañía del Duque, en 1682. Las dos compañías se unieron y la resultante "United Company" continuó con dirección de Thomas Betterton en Drury Lane. Después de algunos desacuerdos, Betterton obtuvo patente de Guillermo III para formar una nueva compañía en el viejo teatro en Lincoln's Inn Fields en 1695, que se trasladó al Teatro Real, Covent Garden en 1720 (hoy la Royal Opera House). Los dos teatros con patente cerraban en los meses de verano. Para llenar el vacío, el Teatro Real de Haymarket, de Samuel Foote, se convirtió en un tercer teatro con patente en Londres en 1766.
Posteriores patentes fueron concedidas a teatros en otras ciudades y pueblos ingleses, incluyendo el Teatro Real, Bath en 1768, el Teatro Real de Liverpool en 1772, y el Teatro Real, Bristol en 1778.
Estos monopolios sobre las interpretaciones de obras "serias" fueron con el tiempo revocadas por el Acta del Teatro de 1843, pero la censura sobre el contenido de las obras por el Lord Chamberlain bajo la Acta de las licencias teatrales de 1737 de Robert Walpole continuó hasta 1968.